# Escalfador solar

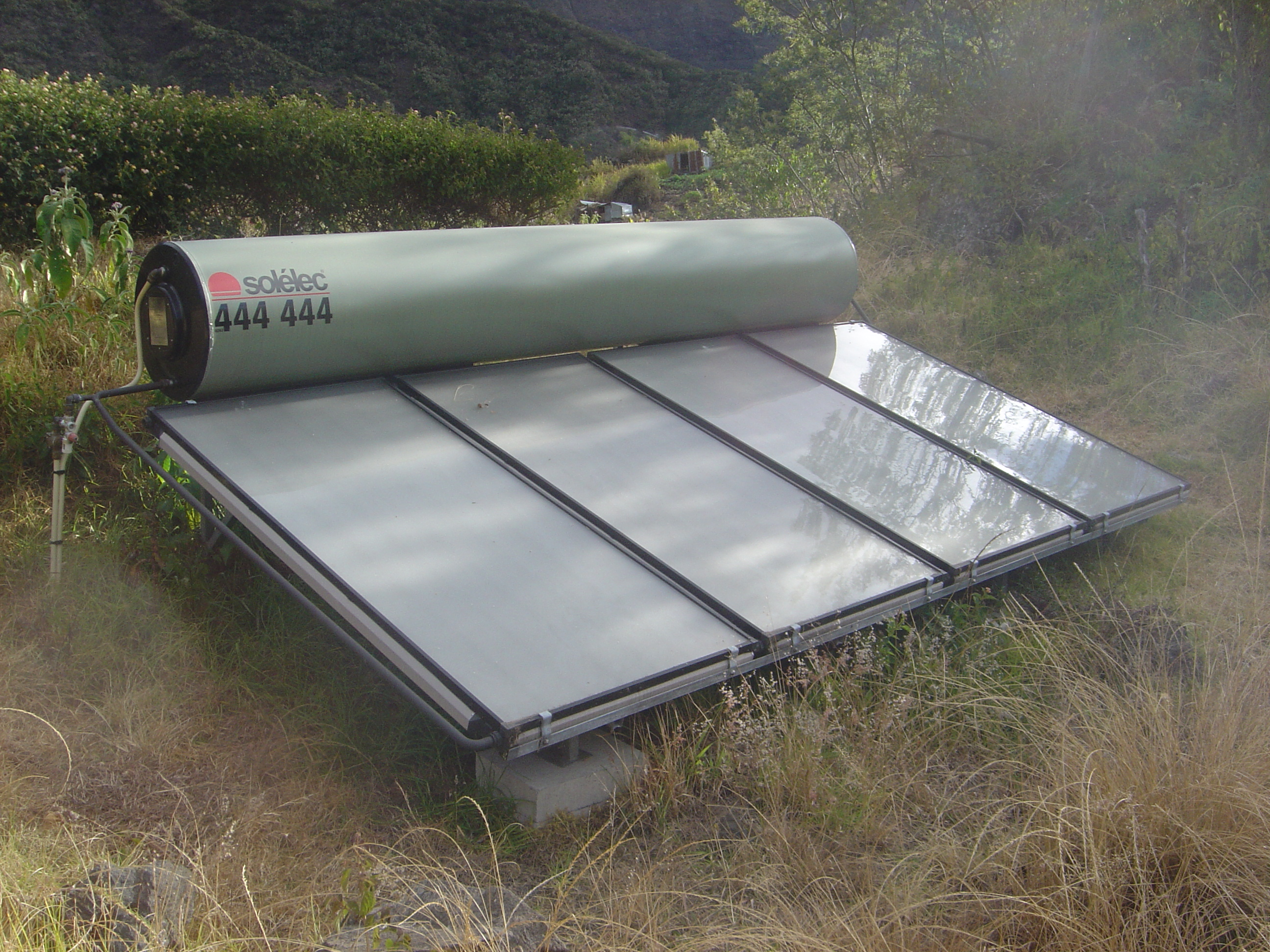
Escalfador solar

Un escalfador solar és un aparell que utilitza la calor del Sol per a escalfar alguna cosa, com per exemple aigua (escalfador solar d'aigua), aire (escalfador solar d'aire), oli o glicol. S'usa habitualment com una aplicació de l'energia solar, un tipus d'energia renovable, per a escalfar aigua calent sanitària a habitatges individuals o a nivell comercial (hotels, apartaments, etc.). Resulta més sostenible i menys contaminant que els escalfadors elèctrics i que els de gas.

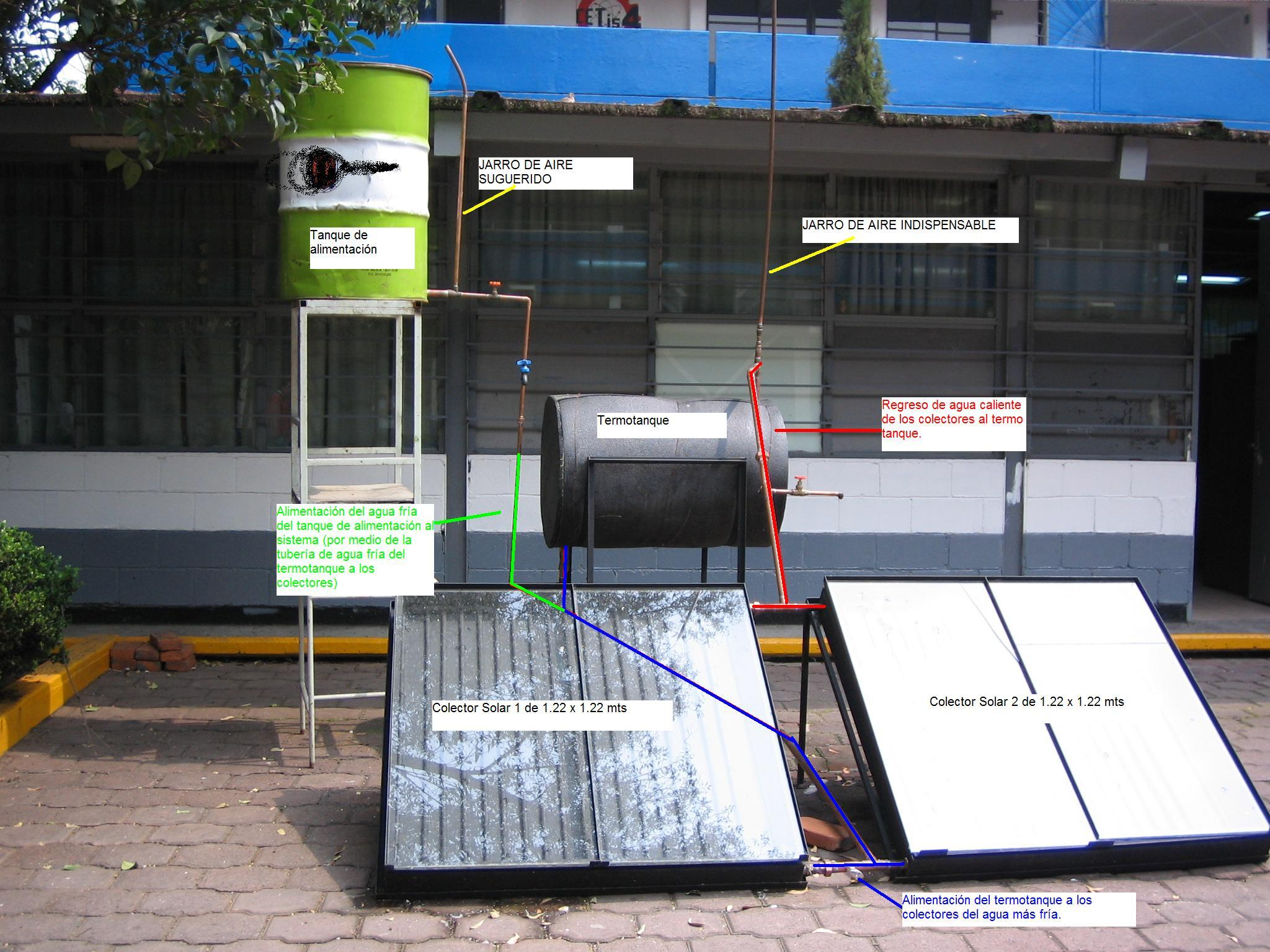
Components d'un escalfador solar amb col·jector pla

## Tipus

### D'aigua
Un escalfador solar d'aigua és un aparell que se serveix de l'energia del Sol per a escalfar aigua d'ús domèstic, típicament utilitzada com a aigua calenta sanitària o per a la calefacció. Es tracta d'un tipus de tecnologia que aplica les energies renovables. Existeixen també altres tipus d'escalfadors solars, com per exemple els escalfadors d'aire.

### D'aire
Un escalfador solar d'aire és un aparell que utilitza un tipus d'energia renovable, concretament la solar, per a escalfar aire. Els escalfadors d'aire són sistemes actius: la calor és transportada en l'aire per tubs, que permeten destinar l'aire escalfat a la climatització d'un habitatge. Necessiten una instal·lació complexa però garanteixen un manteniment de la temperatura durant tot el dia i tota la nit i fins i tot té funció d'escalfador d'aigua. El funcionament d'aquest sistema és també complex: durant les hores de sol, la temperatura del col·lector arriba fins als 65 °C, i després d'haver-se refredat uns graus al prescalfar l'aigua, arriba a un manipulador d'aire, un aparell programat per distribuir l'aire correctament, des d'on s'impulsa a totes les habitacions. Posteriorment, aquest aire calent de les habitacions és reintroduït en el col·lector. Quan el termòstat indica que la temperatura ja és la desitjada el manipulador deixa d'impulsar aire cap a les habitacions i l'impulsa cap a un magatzem convenientment aïllat i a la part inferior de la casa. Quan és de nit i les habitacions ja s'han refredat, l'aire calent que es conserva en el magatzem és impulsat cap a les habitacions.

## Funcionament
Els escalfadors d'aigua són sistemes actius, la calor és transportada per aigua en tubs, que permeten destinar l'aigua escalfada a diferents usos. Aquests poden ser domèstics (calefacció i aigua calenta sanitària), industrials o en el sector serveis, com per exemple la climatització de piscines i espais de lleure diversos. En cap cas s'arriba a convertir l'energia tèrmica solar en electricitat.
Tot escalfador solar d'aigua consta de tres parts: col·lectors, dipòsits d'aigua i xarxa de distribució. La circulació de l'aigua pels tubs pot ser natural, si s'utilitzen els aparells anomenats termosifons solars, en els que el dipòsit està col·locat sobre els col·lectors, o bé forçada, mitjançant una bomba d'aigua controlada per un termòstat diferencial que la posa en funcionament quan la temperatura del col·lector és superior a la temperatura del fons del dipòsit.

## Tipus
Hi ha dos tipus de sistemes, el directe i el sistema amb bescanviador. En el sistema directe, l'aigua que circula pels captadors solars s'utilitza directament pel consum domèstic, en canvi el sistema amb bescanviador cedeix l'energia tèrmica de l'aigua que circula pel concentrador solar a l'aigua apte per consumir en un dipòsit. El sistema directe presenta dos desavantatges importants respecte al sistema amb bescanviador, en primer lloc, l'aigua de la xarxa, amb certs minerals i substàncies químiques pot generar incrustacions i corrosió en el captador. En segon lloc, el sistema amb bescanviador pot prevenir la congelació, en cas que n'hi hagi risc, afegint anticongelant a l'aigua.

## Captadors solars
Els captadors solars són els elements que capturen la radiació solar i la converteixen en energia tèrmica. Tot i la seva forma similar no s'han de confondre mai amb les plaques solars.
Existeixen diversos tipus de captadors solars: els de placa plana, els de tubs de buit i els captadors absorbidors sense protecció ni aïllament. Els sistemes de captació plans (o de placa plana) amb coberta de vidre són els comuns majoritàriament en la producció d'aigua calenta sanitària. El vidre deixa passar els raigs del Sol, aquests escalfen uns tubs metàl·lics que transmeten la calor al líquid de dins. Els tubs són de color fosc, ja que les superfícies fosques s'escalfen més. El vidre que cobreix el captador no només protegeix la instal·lació sinó que també permet conservar l'escalfor tot produint un efecte hivernacle que millora el rendiment tèrmic del captador.